# Haus auf Felsen und auf Sand gebaut
Das von Jesus von Nazaret erzählte Gleichnis Vom Haus, auf Felsen oder auf Sand gebaut oder Vom Hausbau hat als Thema, die Lehren Jesu in die Tat umzusetzen. Es wird in den Evangelien im Neuen Testament der Bibel durch das Evangelium nach Matthäus (Mt 7,24–27 ) sowie durch das Evangelium nach Lukas (Lk 6,47–49 ) überliefert.

## Inhalt
Jesus erläutert seinen Zuhörern, dass diejenigen, die seine Lehren in Taten umsetzten, einem Mann glichen, der sein Haus auf soliden Fels baute. Als eine Wasserflut kam, konnte diese dem Haus dank seines standhaften Fundaments nichts anhaben. Diejenigen, die ihn hörten, aber dem Gehörten keine Taten folgen ließen, gleichen nach Jesus einem Mann, der sein Haus auf Sand baute. Denn dieses Haus würde vom Wasser zum Einsturz gebracht.

## Deutung
Das Gleichnis hebt die Bedeutung eines Fundaments für den weiteren Lebensweg hervor und soll dazu animieren, die Lehren Jesu in die Tat umzusetzen.
Das Gleichnis schließt bei Matthäus die Bergpredigt ab. Die Bergpredigt hat eine deutliche Parallele in der Feldrede des Lukasevangeliums (Lk 6,17-49 ). Bei Lukas schließt das Gleichnis vom Hausbau ebendiese Feldrede ab.
Das Bild der Wasserflut könnte an das große Unwetter der Endzeit erinnern.

## Außerbiblische Parallelen
Bei Abot de Rabbi Nathan gibt es eine vergleichbare Stelle in § 24 (3.–4. Jh., Kompilation 7.–9. Jh.).
Dort heißt es, dass jemand, der viel Torah studiere und gute Werke tue, wie Kalk sei, der auf Steine gestrichen werde und den Regengüssen trotze. Jemand, der nur studiere, aber keine guten Werke tue, sei dagegen wie Kalk, der auf Ziegel gestrichen und dann vom Regen weich und fortgespült werde.

## Wirkung
1641 schloss der Liederdichter Georg Neumark die erste Strophe seines Liedes Wer nur den lieben Gott läßt walten mit dem Vers: „Wer Gott dem Allerhöchsten traut / Der hat auf keinen Sand gebaut“.
Die deutsche Redewendung „auf Sand gebaut haben“ leitet sich von diesem Gleichnis ab und bedeutet, auf etwas vertraut zu haben, das ungewiss, zweifelhaft ist und folglich scheitern wird.
Im Gegensatz zur Bibel und auch zur deutschen Redewendung ist Sand nach DIN 1054 ein guter Baugrund.